# Crematogaster lango
Crematogaster lango är en myrart som beskrevs av Weber 1943. Crematogaster lango ingår i släktet Crematogaster och familjen myror. Inga underarter finns listade i Catalogue of Life.